# دلار هنگ کنگ
دلار هنگ کنگ (به انگلیسی: Hong Kong dollar) (به زبان بومی: 港圓) با کد ایزوی (HKD (num. ۳۴۴، یکای پول رایج در کشور هنگ کنگ است. مسئولیت کنترل این یکای پول برعهدهٔ مرجع پولی هنگ کنگ قرار دارد.